# Villa rustica de la Horia
Villa rustica de la Horia descoperită în 1971, este un sit arheologic situat la nord vest de Comuna Horia, județul Tulcea, la poalele dealului numit "Muchea lui Găzaru". 
Săpăturile de la Horia, aveau ca scop reluarea lucrările de îmbunătățiri funciare în zona respectivă, ridicarea vechiului baraj cu înca trei metri înalțime și construirea unui nou canal deversor de aproximativ 250 m lungime și 12 m lățime. Eforturile au fost concentrate în zona canalului deversor care trebuia să coboare de la vest spre est, urmând pantele estice ale dealului, spintecând în două o limbă de pământ de forma unui promontoriu, de aproximativ 2000 m.p. pentru a se pierde în terasa Taiței printr-o uriașă pâlnie unită cu râul. În acest fel, sub un strat gros vegetal antic, a fost scoasă la iveala o construcție civilă de epocă romană ale cărei proporții și sistem de construcție, impresionează prin precizie, trăinicie și rafinament. Surprinsă pe o suprafață de aproximativ 900 m.p. construcția de pe promontoriu are aspectul unei "villa", cu formă regulată, ușor dreptunghiulară, orientată aprox. est-vest. Zidurile construite din piatră prinsă cu pământ galben, cu temelii care se adâncesc până la 1,70 m sub nivelul de calcare, sau din cărămida prinsă în mortar din var, au fost tencuite, iar, în unele încăperi, peste tencuiala obișnuită de gri, purpuriu și roșu pompeian, ultima culoare fiind dominantă. Unele ziduri interioare au păstrat urme de frescă. Un zid masiv de piatră, orientat nord-sud, împarțea în două construcția, delimitând partea locuibilă de colonada și grădină.
Descoperiri fortuite mai vechi, din stânga drumului spre satul Balabancea, constând în morminte plane de înhumație, cu țigle purtând ștampila legiunii a V-a Macedonica, ex votul închinat zeilor medicinei și farmacologiei (Asklepios și Ygiei) de către Amnaeus Pulcher, ca și cercetări de suprafață efectuate pe dealurile din dreapta Taiței, susțineau ideea existenței unui castru al legiunii respective în aceste locuri.
Din punct de vedere topografic, deversorul străbate două curbe de nivel principale, parcurgând la vest și est pante line, unite între ele printr-o bruscă denivelare. Promontoriul a fost investigat longitudinal, prin secțiuni paralele. Inițial a fost săpat un șanț de sondaj de 52/2m, și apoi, consecutiv, alte 5, dintre care utimele trei de 30/3m. Sistemul de săpătură fost impus, în condițiile executării canalului deversor, de către șantierul OIF-Horia, nepermițând depășirea limitelor, pentru a nu slăbi pereții care în unele porțiuni urmau să atingă cca. 5 m înălțime.
Ritmul alert impus de săparea canalului deversor, ca și iminența distrugere a vestigiilor, obligând o săpătură largă pe orizontală cu secțiuni adânci până la stâncă. Săpăturile de la Horia, din 1971 au făcut obiectul unei comunicări cu același titlu și în general asemănătoare, ținute de conf. arheologică din R.S.R. din dec.1971. 

## Istoric
În nordul Dobrogei, în trapezul natural compus din râurile Telița la nord-nord-est și Taița la sud-sud-vest, izvorâte din dealurile Niculițelului și Măcinului pentru a se vărsa în lacul Babadag, sunt prezente o mulțime de vestigii istorice cuprinse într-un perimetru relativ restrâns.
Șiruri de movile, precis orientate și brusc întrerupte în dreptul unui loc sau al altuia, plasează diferite obiective istorice, necercetate încă, indicând totodată și drumurile care le uneau în antichitate. Un șir de movile apar la sud-vest de satul Cataloi îndreptându-se spre satele Turda și Mihai Bravu, altul, pornind aproximativ din același loc, orientat spre sud-vest, dispare în jurul satului Nalbant, pentru a reapare în apropiere de satul Izvoarele (Alibeichioi), la 12 km, spre vest, de unde, traversând valea Lozovei, pe la 2.5 km, nord-est de satul Horia, trece spre valea Taiței și se oprește la câteva sute de metri vest de dealul numit de localnici "Muchea lui Găzaru", situat la 3 km, nord-vest de Horia. Cele două șiruri de movile care unesc Valea Teliței cu Valea Taiței, făceau în vechime legătura cu principalele drumuri romane care porneau din cetățile dunărene: Aegyssus (Tulcea), Noviodunum (Isaccea), Troesmis (Turcoaia), pentru a se îndrepta spre sud.
Unul dintre punctele interesante ale acestei rețele rutiere se află la 2 km nord de comuna Horia, în colțul sud-vestic al teritoriului dintre ape și dealuri, unde la sfârșitul secolului trecut și începutul sec. XX, erau vizibile ruinele unui castru roman.

## Prezentare generală.
Partea locuibilă a Villa-ei romane, situată la est de zidul transversal, se compunea din 9 încăperi, folosite ca vestibul, sufragerie, dormitor (cubiculm), bucătărie și patru încăperi rezervate balneum-ului, format dintr-un vestiar (apodyerium) și patru bazine întrebuințate probabil ca "frigidarium, "laconicum" și "caldarium". Exceptând una din încăperi, pavala cu lespezi de calcar, pe care, după bazele de coloane găsite în apropiere a fost considerat un "ariolum" și alte două încăperi situate în colțul sud-estic al villa-ei a căror pardoseală, din plăci ceramice cu mortar, era distrusă, restul încăperilor aveau pardoseală realizată în "opus signinum" cu strat lustruit de "cocciopesto" deasupra.
Zona "baleum" ca și cea a unor camere, considerate vestibul (L), dormitor (C) și sufragerie (C1), despărțirile prin pereți realizați în "opus latericium", erau încălzite prin "hypocaustum". Sistemul de încălzire a fost surprins prin secționarea "suspensurii" acestor încăperi. De asemenea, numeroase fragmente de "tegulne mammatae", cu colțari sau în formă de șa, găsite în dărămături, evidențiau sistemul de încălzire al pereților. Sub bazinul vestic al baleum-ului, a fost surprins în secțiune "praefurnium"-ul hypocausului.
La vest de zidul transversal era situată colonada și o grădină. Cinci coloare, ale căror postamente din calcar cretacic au fost găsite" în situ", se întindeau în linie dreaptă, la intervale aproximativ egale, pe 17 m lungime. Colonada se compunea dintr-o terasă situată spre sud, în spațiul cel mai larg dintre două coloane, dintr-un bazin spre care se cobora dinspre nord pe trei platforme, în trepte foarte line, fiecare de mărimea unei încăperi. Bazinul și cele trei încăperi în trepte se aflau sub nivelul terasei și erau tencuite în întregime în roșu și roz. Terasa era situată cu 0.60 m deasupra nivelului camerelor de locuit. Sub încăperea de lângă bazin se afla un cuptor (furnus) construit din carămizi, al cărui rol era de a încălzi această încăpere situată chiar pe mijlocul colonadei. Un mare număr de cărămizi, folosite la construcția acestui cuptor purtau ștampila leg a V-a Macedonica. În fața colonadei se alfa o grădiniță de formă dreptunghiulară, surprinsă stratigrafic, prin nuanțarea spre negru-brun a solului și lipsa materialelor de construcție în limitele sale.
Existența colonadei în fața grădinii evidențiază un tip de "villa", italic, din perioada republicană, întâlnit și în sec. 1 e.n. la Pompei, la casa "chirurgului" și la cea a lui Sallustius.Dincolo de zidul sudic al clădirii, au fost surprinse în săpătură dărămături de ziduri și substrucții împreună cu fundul unui chiup și resturile a 3 vetre situate foarte aproape una de alta. Spre sud-Vest, la 6 m de zidul clădirii, pe pâlnia deversorului s-au găsit urmele unui cuptor ovoidal de mari proporții, iar spre sud-est resturile unei construcții a cărei utilitate nu a fost stabilită, în apropierea căreia exista o aglomerare de țigla, chirpic și pietre. Probabil erau anexe cu caracter gospodăresc, dependințe ale "villa"-ei de genul anexelor din partea de sud-est al clădirii; anexa P unde au fost găsite resturile unui vas de mari proporții cu fundul rotund și anexa P1 în care se găsea un puț cu ghizdul rotund construit din pietre de carieră. Câteva fragmente dintr-o conductă ceramică de aducțiune a apei găsite în apropiere, dovedește că puțul servea pentru depozitarea apei.
La nord, anexa P1 se învecina cu o pivniță dreptunghiulară cu pereții tencuiți și pardosită cu "coccipesto". Spre sud-est, pe o scară cu trepte lungi, din care au fost surprinse două, se cobora în valea Taiței. În partea de nord a grădinii, descoperirea unor fragmente de bulgări și zgură de fier, conducând la presupunerea existenței în acel loc a unei fierării. Materialul arheologic extras din zona "villa"- ei este relativ sărăcăcios dacă îl raportăm la dimensiunile și eleganța acesteia. Puternice urme de arsură în dependințele sudice ale "villa"-ei, pe terasă ca și în cubiculum, vestibul (L) și sufragerie, oseminte umane surprinse în dărămături ca și înclinarea zidurilor spre nord, stau dovadă devastării, distrugerii și incendierii acestei clădiri. Materialul cel mai numeros de altfel, constă într-un număr mare de țigle (tegulae), olane (imbrices) de diferite tipuri, cărămizi romane (lateres cocti) și plăci ceramice cu modele încizate folosite la paviment. Multe fragmente de țigle poartă ștampila leg. V-a Macedonica; trei a flotei dunărene (classis Flavia Moesica). Ceramica în mare parte este de factura romană, dar nu lipsește nici cea indigenă, de tradiție latene-getică, întâlnită surprinzător chiar pe nivelul terasei, ca în cazul unui vas-borcan, găsit, în stare fragmentată sprijinit de postamentul coloanei. Restul de materiale constă în cuie, scoabe și piroane de fier, fragmente de sticlă irizată și câteva obiecte de os și fier. În colțul sud- vestic al clădirii, la baza zidului, la 2.80 m adâncime, a fost descoperit un fragment dintr-o conductă din plumb, folosită la canalizare. Trei monede de bronz romane provin din secțiunile estice (S4 și S6) și au fost găsite în stratul vegetal. Două sunt constantiene; Constantin cel Mare și respectiv Caesarul Constans (335-337, emis Antiochia), cea de-a treia provine de la Valentinian I (364-375 e.n.). Depuse în pământul cărat de ploi de pe pantele vestice,  monedele constituie un indiciu de încadrare cronologică a "villa"-ei, ajutând plasarea distrugerii acesteia într-o perioadă anterioară momentului Constantin cel Mare.
La 20 m de Villa sub o aglomerare de olană, țiglă și piatră, a fost descoperită o porțiune de podea din pământ bătut cu pigment de arsură, a unei încăperi, aparținând unei dependințe. Pe una din laturile încăperii se afla o vatră care mai păstra o parte din fatuială și pe care s-a găsit o unealta agricolă (fier de plug), iar pe latura sudică a încăperii, în dărămătura de pietre s-a găsit un prag din piatră cu o treaptă lucrată. Pe panta puternic înclinată spre promotoriu, la 14 m spre nord-vest și la aproximativ de 30 m de "villa" a fost descoperit nivelul incendiat al unei alte dependințe situate la aproximativ 1.40 m sub nivelul actual al solului. Deasupra acestei dependințe incendiate a fost ridicată mai târziu o construcție cu ziduri groase din piatră legată cu pământ. Prinse în proilul vestic al deversorului, cele două ziduri aveau aproximativ un metru grosime și erau situate la doi metri unul de celălalt, dând impresia unei întărituri. Nivelul lor ars corespunde în amonte unui nivel ars care se suprapune dependinței incendiate având între ele o lentilă de pământ galben murdar. În ultimul nivel incendiat, la 5 m. nord-est de cele două ziduri groase, a fost găsită, împreună cu multă sticlă topită o moneda de bronz de la împaratul Valens (364-378 e.n.).
Deci, dacă în zona estică a deversorului, singurul nivel de locuire aparține "villa"-ei, situația se schimbă, începând din dreptul pantei puternic înclinate (curba de nivel 55), spre zona vestică a deversorului, unde avem de-a-face cu două nivele de locuire. Aici terenul prezintă următoarea situație stratigrafică: sub vegetal se afla un strat negru-zgunțuros, dispus neuniform, mai pregnant în partea vestică a deversorului, reprezentând stratul vegetal antic. Sub acest strat de pământ se afla nivelul de locuire datat cronologic de moneda Valens și de cele trei monede din stratul vegetal al "Villa"-ei, în secolul IV e.r., într-un amestec de pământ negru-cenușiu cu piatră de construcție, lutuială, arsură și pietriș. Acest nivel suprapune (indirect), în regiunea pantei, nivelul dependinței incendiate, a cărei contemporaneitate cu villa și cu încăperea în care s-a găsit fierul de plug, s-a dovedit a fi reală pe baza raporturilor stratigrafice și a tipologiei ceramicii. În zona vestică a deversorului, sub nivelul de sec. IV e.n. se afla un strat de pământ galben-murdar, urmat de un strat masiv de loess care, pe măsură ce se apropia de stâncă, își schimba culoarea spre roșu. În acest strat de pământ galben-murdar, pe o suprafață de cca. 430 m.p. s-au găsit 10 gropi de diferite dimensiuni cu un conținut asemănător.

## Excavații si descoperiri arheologice
Groapă circulară de mari dimensiuni (diam. gurii - 1.20 m: diam. fundului - 0.80 m, adâncime - 0.65 m). Se află la 2.20 m adâncime față de nivelul actual al solului și la 1.20 m sub nivelul antic. Materialul ceramic și osteologic recoltat din umplutura gropii este deosebit de bogat. La 0.20 m. adâncime în umplutură, s-au găsit fragmentele fătuite ale unei vetre "în situ" distrusă, vase sparte ritual și resturi de animale, păsări și pește. O ulcică roșie de factură romană, cu fundul spart, plasată cu gura în jos pe mijlocul gropii și un vas borcan de factură getică, spart ritual, în zona gurii, plasat în marginea de vest a gropii, conțineau câteva resturi cinerate (mici fragmente de oase calcinate) împreuna cu cărbune și cenușe. Din inventarul ceramic s-au putut reîntregi 5 vase, din care 2 parțial.
Groapă mică de formă circulară (diam. - 0.60 m, adâncime - 0.50 m) acoperită cu o lespede de calcar (0.80m/0.56m); se află la 1.40 m sub nivelul actual și la 0.80 m sub nivelul antic, inventar sărăcăcios constând în fragmentele unei amfore romane, o ceașcă autohtonă, conținând câțiva cărbuni și resturi de ovină.
Groapă ovală de mari dimensiuni (2.00/1.20 m), adâncă de 0.95 m. Situată la est de axul deversorului se află la 0.80 m sub nivelul actual al solului. În umplutura gropii s-a găsit o cantitate mare de cenușă și cărbuni în amestec cu oase de animale, pietre și vase sparte de factură romană și autohtonă. Peste tot în pământul de umplutură s-au găsit oase umane slab calcificate, unele neatinse de foc (resturi de femur, vertebre, falange). Din inventarul gropii mai fac parte: un fragment de râșniță, prelucrată din calcar organogen de Techirghiol de vârstă sarmatică, o greutate de pescuit confecționată din cărămidă romană și o piatră de râu de forma și mărimea unui ou de porumbel.
Situată spre latura estică a deversorului, la o adâncime de 0.80 m, sub nivelul actual, groapa adâncă de 2.00 m în formă de sac cu diametrul gurii - 1 m și al fundului de 1.40 m. Materialul ceramic de factură locală se remarcă prin cantitatea mare a vaselor lucrate cu mâna dintr-o pastă zgrunțuroasă cu pietricele și nisip, prost frământată și insuficient arsă, de culoare brun-roșcată sau cafenie. Predomină tipul de vas borcan ale cărui dimensiuni variază între vasul de provizie de mari proporții, până la tipul miniatural de 8-10 cm, cu tendință de îngustare și înălțare a gâtului și de lățire și îngroșare a fundului, decorat cu tradiționalul brâu alveolar sau crestat pe umeri, uneori cu mici butoni circulari pe gât. Cel de-al doilea tip de vas, prezent pretutindeni îl constituie "ceașca dacică" cu apucătoare sau fără, în aceiași manieră de prelucrare ca și vasele de borcan. Un caz aparte îl prezintă un opaiț lucrat cu mâna din aceiași pastă, într-o formă ce amintește încalțămintea grosolan modelata a unui băștinaș, reprezentând probabil o imitație locală după modele elenistice târzii. Imitații băștinașe după prototipuri romane întalnim în cazul castronului tronconic, cu fund drept și buză răsfrântă în afară ca și a paharului cilindric cu suprafață neregulata și cioc de scurgere, ambele lucrate cu mâna, găsite în M. 3 cu analogii în ceramica provincial-romană din castrul de la Jidova și din necropola de la Mangalia. Relativ puțină din punct de vedere cantitativ, ceramica băștinașă lucrată la roată, imită de asemenea ceramica romană. Se remarcă, de asemenea, prezența în gropile din zona vestică a deversorului, a unor fragmente de fructieră din pastă cenușie compactă și a unui fragment de cană bitronconică din aceiași pastă, cu pereții subțiri decorați în exterior cu dungi verticale lustruite, fragmente care-și găsesc analogii în Moldova secolelor II-III e.n.  la Poiana-Dulceșți, Siliște, Văleni și Tifești, iar în nordul Dobrogei, în descoperirile întâmplătoare, mai vechi, de la Caraibil si Horia. Aceste descoperiri readuc în discuție prezența dacilor liberi la Horia, fără însă a putea confirma ipoteza unor infiltrări carpice în teritoriul rural, până în momentul cercetării așezării rurale din apropiere.
Raritatea acestui material ceramic și descoperirea lui numai în zona numită de arheologi "necropolă", ar indica mai degrabă o răspândire a unor forme ceramice apropiate de cele tradițional-getice, într-un mediu băștinaș pe cale de romanizare.
Se anticipează istoricește că ar fi posibilă o prezență carpică în aceste locuri numai de la mijlocul secolului al III-lea, ori se pare ca în materialul roman din primul nivel de la Horia nu depășește această limită. Ceramica autohtonă se încadrează ca și ceramica romană în sec. II-III e.n. găsindu-și cele mai sigure analogii în necropolele daco-romane de la Enisala și Soporul de Câmpie. Cermică autohtonă lucrată cu mâna și la roată a fost găsită la un loc cu cea de proveniența romană, ceea ce dovedește contemporaneitatea întrebuințării lor într-o vreme când ceramica romană se găsea pretutindeni din abundență. Cu regretul de a nu o putea raporta la castrele și așezările din Dobrogea, rămase necercetate, amintim că această categorie ceramică o întalnim în nivelele secolelor II-III e.n. la Histria și Dinogeția, în toate castrele romane de pe teritoriul Daciei: Brețcu, Mehadia, Gilau, Bumbești, Orheiul Bistriței, etc. , în așezările romane de la Potaissa, Napoca și în cele de la Romula și Sucidava, ca să dăm numai câteva exemple. Această categorie ceramică, unitară de-a lungul întregului deversor, făcându-și prezența simțită pretutindeni, atestă elementul local în așezarea de la poalele "Muchiei lui Găzaru". Prezența ceramicei autohtone în interiorul construcțiilor romane presupune existența unor raporturi strânse între băștinași și unitățile militare, pe de o parte, între băștinași și populația romanizată a Canabae-lor, pe de altă parte, a căror natură, în stadiul actual al cercetării nu poate încă fi pe deplin definită. Menținerea olăriei dacice într-o așezare situată la doi pași de un castru roman și la numai câțiva kilometri de marea cetate a Troesmis-lui, ridică probleme de care trebuie sa ținem seamă în cercetarea romanizării acestor locuri.
Revenind la situația stratigrafică din zona deversorului, gropile "mortuare", situate sub nivelul secolului al IV-lea e.n., corespund nivelului "villa:-ei cu care sunt în cea mai mare parte contemporane. Li s-a suprapus un nivel de locuire, cel mai devreme la sfârșitul sec. III e.n. Acestui nivel de locuire îi corespunde, la extremitatea vestică a deversorului, spre nord-vest un șanț de apărare pietruit cu o deschidere de 7 m și cu bernă de piatră spre interior.
Descoperirea unui număr mare de țigle și cărămizi ștampilate cu ștampila: LEG. V. MC, LEG. VAAC și LEG. V MA, ca și caracterul litelor imprimate, ridică problema a cel puțin, două cărămidării (liglinae) aparținând unor unități ale leg. a V-a Macedonica, staționate la Horia. Cărămizi și țigle ștampilate în genul celor de la Horia nu se întâlnesc decât în așezări aflate în apropierea unor garnizoane romane, în cazul nostru - vexilații ale Leg. a V-a Macedonica. Ori, această legiune a fost transferată de la Oescus la Troesmis (Turcoaia) în primul deceniu al sec. II e.n., unde va rămâne până în anul 167 e.n., iar Horia se afla în teritoriul Troesmisului, la 20 km de această cetate. Desigur, că existența unui castru la Horia, chiar în stadiul actual, numai poate fi pusă la îndoială. Urmele sale, în prezent foarte puțin vizibile se află pe platforma înaltă de sub "Muchea lui Găzaru", loc foarte indicat pentru o fortificație ridicată cu scopul de a controla Valea Taiței și drumurile care se întretăiau în antichitate, ca și acum, în apropierea Horiei.

## Concluziile arheologilor
Pornind chiar și numai de la toate aceste descoperiri, villa de la Horia nu apare ca o prezență izolată. Ea nu este o "villa rustica", aspectul său fiind mai mult orășenesc, și nici nu putea fi un "praetorium", deoarece diferă de ceea ce cunoaștem în legătură cu aceste construcții. Poziția și întinderea sa ca și lipsa unor fortificații în terasa Taiței ne îndeamnă s-o consideram mai mult o "villa" de tip urbano-rustic. Colonada și grădinița sa sunt orientate spre vest, spre dealuri, spre interiorul unei asezări civile, dezvoltată la poalele castrului. Sistemul de construcție al "villa"-ei, repartizarea încăperilor din interior, rafinamentul amenajărilor incendiate, evidențiază gustul orășanului. Resturile celor două dependințe incendiate, surprinse în apropierea "villa"-ei, aparținând stratigrafic aceluiași nivel, vin în sprijinul celor formulate mai sus. Existența unui castru situat spre vest, pe înălțimile din apropiere, putea începe cel mai devreme în timpul împăratului Hadrian, când a fost reorganizat sistemul de apărare a limes-lui, și s-au ridicat o seamă de fortificații în teritoriul marilor cetăți, în scopul asigurării liniilor strategico-comericale și al unei apărări mai eficace a teritoriului în caz de nevoie. O așezare civilizată, situată la intersecția unor importante drumuri din rețeaua rutieră romană, a continuat să se dezvolte și după transferarea în 167 e.n. în Dacia, a Legiunii a V-a Macedonica, fapt atestat de înscripția lui Annaeus Pulcher. Acest monument deschis, descoperit într-un loc deschis, situat în afara înalțimilor dinspre vest unde se bănuie că se află castrul, trebuie să fi fost depus în apropierea unui templu care, în cazul de față, se putea afla decât într-o așezare civilă. În lectura înscripției, între cuvintele Pulcher si Leg(ionis), între două semne de punctuație, apare litera V. De aceea, se consideră mai indicat citirea veteranus în loc de centurio, cum propune autorul În acest caz am avea de-a face cu un veteran al legiunii a V-a Macedonica care după efectuarea stagiului militar a rămas la Horia. Considerăm de asemenea, că ductul literelor, lipsa pronumelui (Pulcher fiind un cognomen), prescurtările din R2 si ligatura T+R din R3, împing datarea monumentului spre sfârșitul sec. II e.n.
În stadiul cercetărilor din 1971, se presupune o distrugere a așezării civile de la Horia, pe la mijlocul sec. III e.n. o refacere a ei la sfârșitul sec. II și începutul sec. IV e.n. când se deplasează spre vest, sau se restrânge spațial, întărindu-se cu șanț de apărare. Ea continuă să se dezvolte până la sfârșitul sec. al. IV-lea e.n., fiind distrusă probabil cu ocazia marii deplasări a vizigoților spre sud, din timpul momentului lui Valens.